# Cmentarz żydowski w Wolborzu
Cmentarz żydowski w Wolborzu – został założony w 1862 i zajmuje powierzchnię 0,42 ha, na której nie zachowały się żadne nagrobki.
Znajduje się na wschód od Wolborza, na terenie zwanym Gatki. Zachował się zarys rozebranego muru otaczającego kirkut. Cmentarz jest zdewastowany, na jego terenie wykopano doły, zaś resztki macew zniknęły bodaj ostatecznie w latach 80., 90. XX wieku. Niemniej miejsce to, znajdujące się w około 30-, 40-letnim lasku, jest jeszcze nadal wyraźnie rozpoznawalne.